# Post Mortem (película de 2020)
Post Mortem es una película de terror húngara de 2020 dirigida por Péter Bergendy. Fue seleccionada como la entrada húngara al Mejor Largometraje Internacional en los 94.os Premios Óscar.

## Sinopsis
En 1918, el fotógrafo post mortem Tomas es invitado a un pequeño pueblo de la campiña húngara para hacer un último retrato de los habitantes que han muerto de la gripe española y que sus familiares no han podido enterrar debido a la tierra congelada. Una vez allí, descubre que el pueblo está embrujado y, junto con una niña llamada Anna, intenta arrojar luz sobre el asunto y liberar al pueblo.

## Argumento

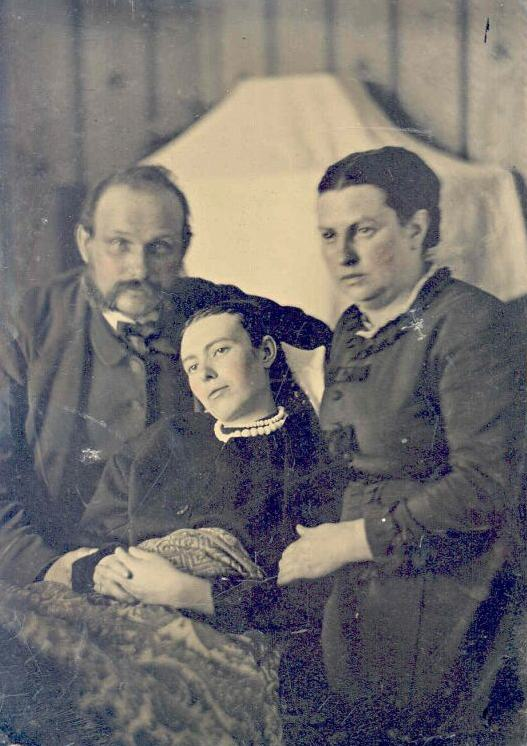
Fotografía post portem de una chica muerta y sus padres.

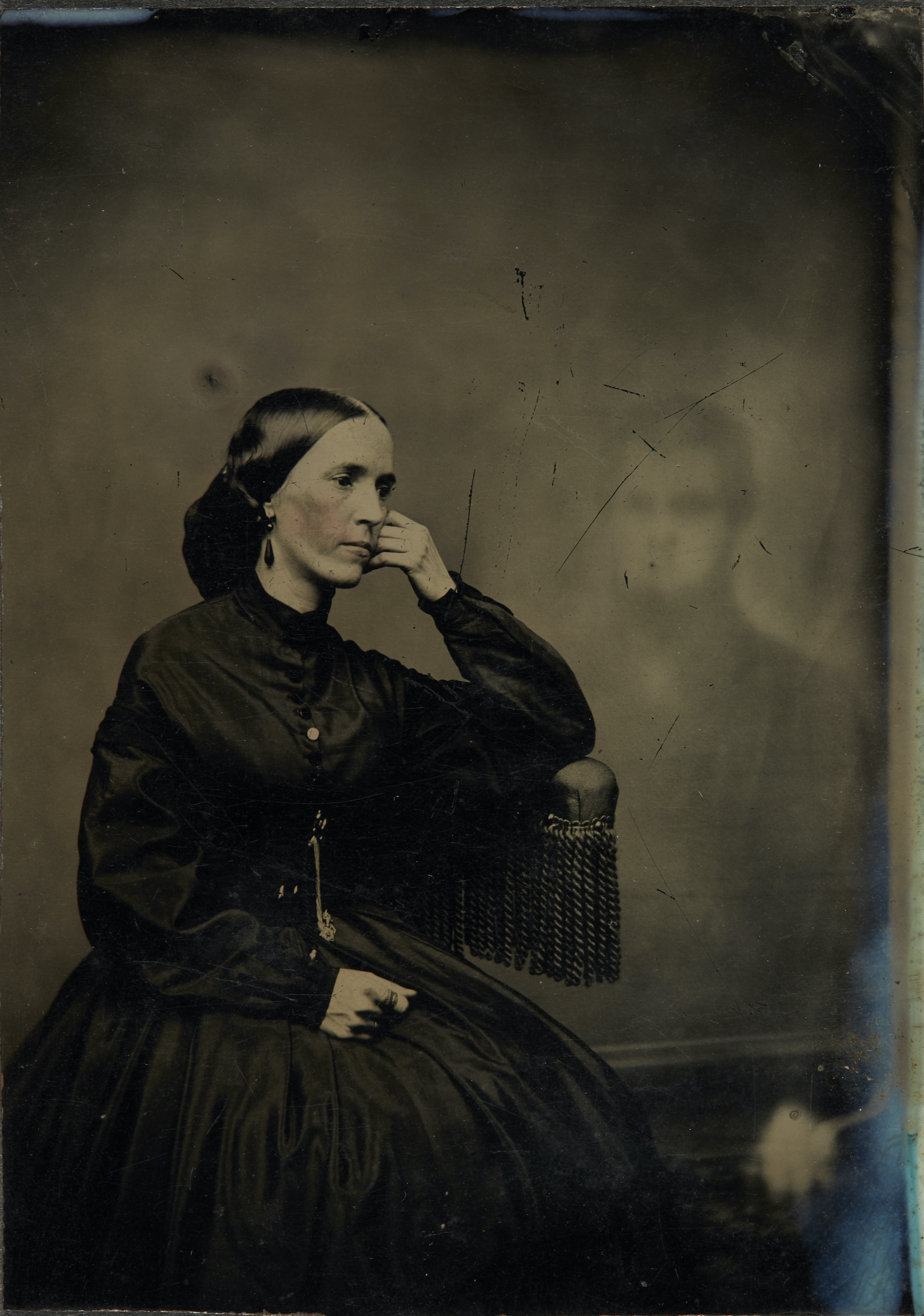
Fotografía espiritual de una mujer con un fantasma.

En 1918, hacia el final de la Primera Guerra Mundial, en un campo de batalla, el soldado alemán Tomás es dado por muerto tras una explosión de artillería, siendo arrojado a la fosa común; sin embargo, un soldado mayor lo ve aún respirando en la pila de cadáveres y lo saca de una inundada trinchera, donde en un estado semi-inconsciente por la explosión, tuvo una extraña visión: la de una chica que lo llama y lo devuelve a la vida. Seis meses más tarde, convertido ahora en un fotógrafo muy peculiar, al ofrecer a los familiares en duelo la posibilidad de tener un último recuerdo permanente de sus muertos, componiendo fotos familiares en las que vivos y difuntos (maquillados y recompuestos) posan juntos, Tomás ve cómo su alucinación parece materializarse en la enigmática persona de Anna, una niña huérfana de unos diez años.
Tomás se separa temporalmente de la caravana ambulante de la que forma parte, para acudir a la villa húngara de Ana, ante la invitación de algunos de sus habitantes. Resulta que en ese pueblo y otros alrededor, la tierra helada impide el entierro de las numerosas víctimas de una espantosa pandemia. El fotógrafo se pone manos a la obra, acogido por la profesora local Marcsa, pero se respira un ambiente muy pesado y paranoico en tiempos tan terribles en los que, según los locales, “hay más muertos que vivos, y la tierra está invadida por fantasmas". 
Tomás y Anna deciden continuar con sus investigaciones en la frontera del más allá, pero los acontecimientos empeoran y los peligros son cada vez mayores... perros que ladran, gemidos apagados que no vienen de ninguna parte, sombras malignas, paredes que rezuman, ataques invisibles, duplicidades, ataques discretos o a gran escala, estratagemas para atestiguar la presencia de fantasmas (cuerdas, campanas, harina en el suelo, rastros de antorchas, placa fotográfica y fonógrafo, etc.)…

## Elenco
- Viktor Klem como Tomás
- Fruzsina Hais como Anna
- Judit Schell como Marcsa
- Andrea Ladányi como La Tía
- Zsolt Anger como Imre

## Lanzamiento
La película se estrenó en el 36º Festival Internacional de Cine de Varsovia el 9 de octubre de 2020. Posteriormente se proyectó en el Festival de Ciencia+Ficción de Trieste, donde obtuvo el Premio Rai4 Wonderland y una mención especial en las Mélies d'argent, y en el Sitges - Festival Internacional de Cine Fantástico de Cataluña en España. Se proyectó en cines europeos a partir del 28 de octubre de 2020.

### Premios y nominaciones
La película ha ganado 24 premios (nacionales e internacionales) y ostenta 19 nominaciones, principalmente en certámenes y festivales dedicados al cine de fantasía/terror. (Véase lista actualizada a noviembre de 2021.)

### Críticas
David García Miño, del sitio Revista Cintilatio, escribió: “El filme del cineasta húngaro ofrece un espectáculo solvente sugestivo y hasta cierto punto impactante. Destacan su sentido visual y carácter estético. ‘Post Mortem’ es, ante todo, un interesante ejercicio que se queda a las puertas de la trascendencia por falta de equilibrio entre forma y fondo; mantiene un nivel aceptable durante la mayor parte de su metraje, pero se enreda en un tramo final en el que parece haber perdido la dirección”.
Kat Hughes reportó para The Hollywood News: “Bergendy ha logrado algunas grandes hazañas dentro de ’Post Mortem’ . Hacer cualquier película es costoso, pero hacer una historia de fantasmas de época de guerra añade una presión extra al presupuesto y se ha hecho un trabajo excepcional para crear un pueblo misterioso. Una gran apuesta temprana por el terror para un país con una clara carencia de películas de género, la película se eleva por encima de su modesto presupuesto, proporcionando una cantidad inesperada de diversión a la obra. Unos pocos retoques en términos de duración y factor de miedo, y tendríamos algo extra especial" 3 de 5 estrellas.
Joe Lipsett, del portal Queer Horror Movies la calificó con 3.5/5 y redactó: “A pesar de su escasa historia y de la incómoda relación entre padre sustituto e hija, ’Post Mortem’ es hermosa e inquietante. Con unos efectos visuales y un trabajo de acrobacias de primera categoría, esta película de terror húngara cuenta con numerosas secuencias memorables, especialmente en su emocionante segunda mitad”.
Ricardo Rosado, del sitio especializado Fotogramas, reporta: “Su bella fotografía de estampas en blanco y negro e inigualable entorno logra, al menos por momentos, enmascarar las deficiencias narrativas e interpretativas que construyen su alargado metraje. Limitaciones económicas al margen, es complicado mantenerse dentro del relato cuando la mayoría de los muertos parecen más vivos que algunos de los personajes que sí pueden respirar en pantalla. Tan interesante como irregular, ’Post Mortem’ no logrará colocar a su director en a posición que sí se ganaron László Nemes o Kornél Mundruczó en los últimos años, pero es innegable que Sitges es el escaparate perfecto” 3 de 5 estrellas.